# PGC 71433

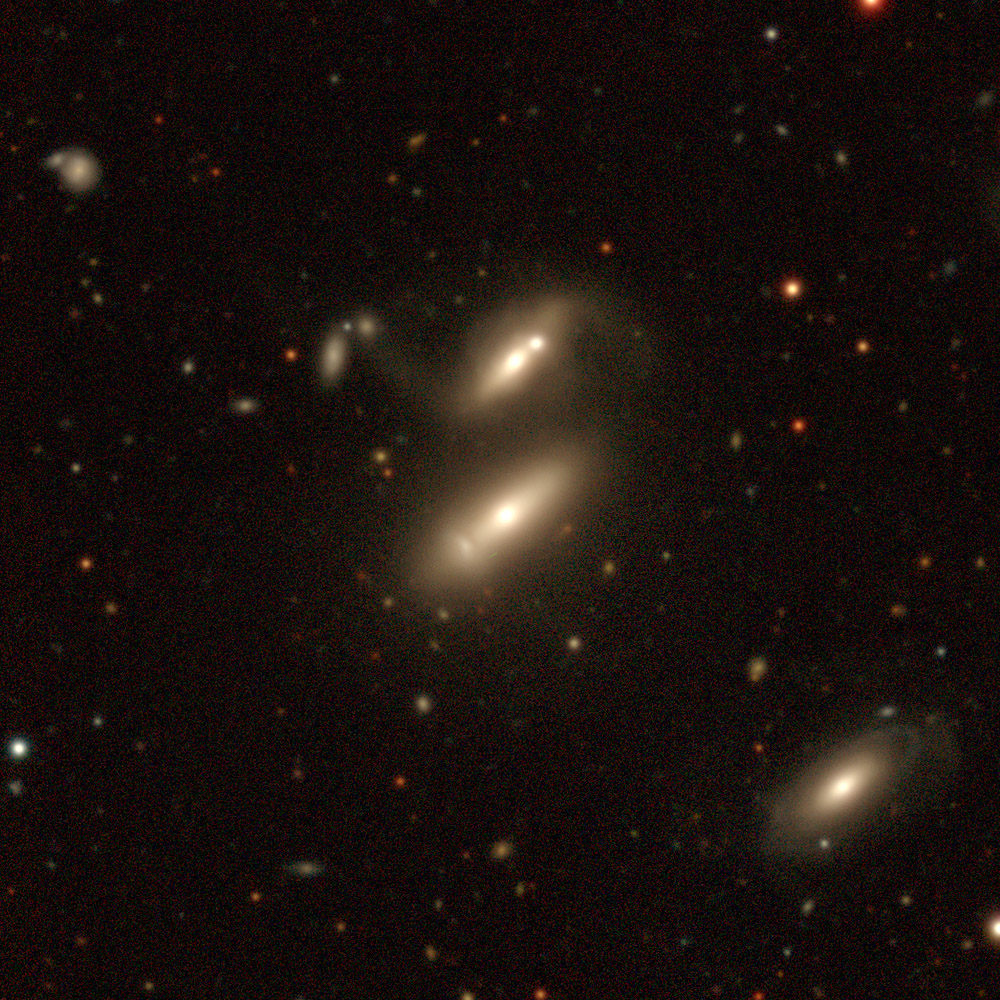
La galaxies NGC 7658 par le projet « Legacy Surveys DR10 ».

PGC 71433 est la galaxie septentrionale de NGC 7658.  C'est une très vaste galaxie lenticulaire relativement éloignée et située dans la constellation de la Grue. Sa vitesse par rapport au fond diffus cosmologique est de 10 723 ± 51 km/s, ce qui correspond à une distance de Hubble de 158,2 ± 11,1 Mpc (∼516 millions d'al). La paire de galaxies NGC 7638 a été découverte par l'astronome britannique John Herschel en 1834.